# Jerzy Szmajdziński
Jerzy Andrzej Szmajdziński (9. duben 1952, Vratislav, Polsko – 10. duben 2010, Pečersk, Rusko) byl polský politik.

## Životopis

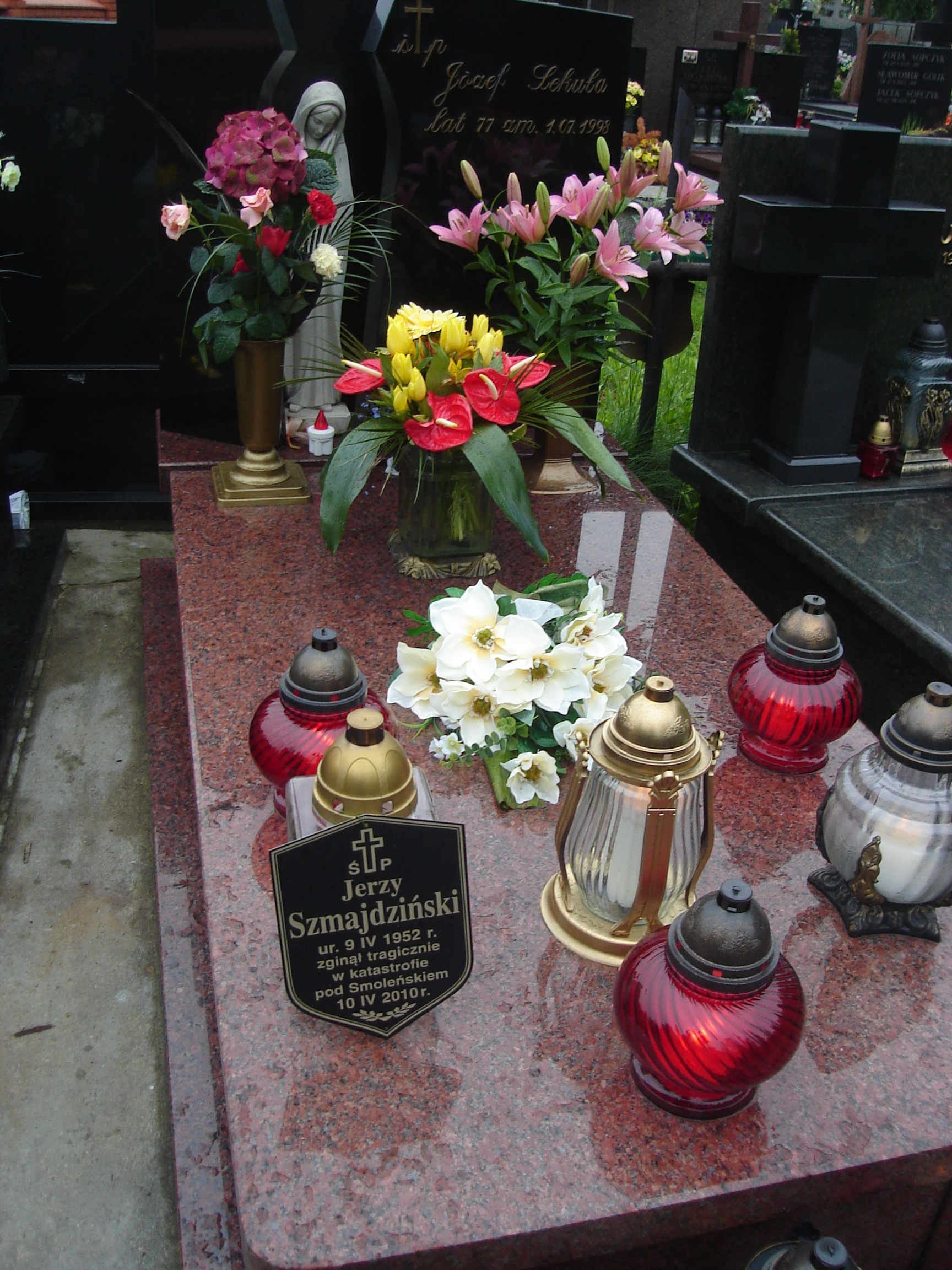

Byl absolventem Ekonomické univerzity ve Vratislavi. V sedmdesátých a osmdesátých letech byl členem Socialistického svazu polské mládeže a v letech 1986 až 1989 byl jeho předsedou. Od roku 1990 byl členem polského Sejmu. V letech 2001 až 2005 byl ministrem národní obrany. Od listopadu 2007 byl místopředsedou dolní komory parlamentu (Wicemarszałek Sejmu). V prosinci 2009 byl vybrán jako stranický kandidát pro prezidentské volby, které se měly konat na podzim 2010. Szmajdziński zahynul při leteckém neštěstí u ruského Smolensku 10. dubna 2010. Posmrtně obdržel Velitelský kříž s hvězdou Řádu Polonia Restituta (Krzyż Komandorski z Gwiazdą Orderu Odrodzenia Polski).